# Гузар Ярослав Львович

Ярослав Гузар

Гузар Ярослав Львович (26 листопада 1897, Станиславів, Королівство Галичини і Володимирії,  Австро-Угорщина — 2 грудня 1963, Детройт, США) — український громадський діяч, батько Любомира Гузара Верховного архиєпископа Києво-Галицького (2005-2011).  

## Життєпис
Народився 26 листопада 1897 р. в Станиславові у родині нотаря Лева та Вільгельміни Гузарів. Охрестив його о. Дмитро Гузар, рідний дідусь, греко-католик, ім'я латинкою: Jaroslavus Huzar. У 1905–1908 навчався в народній школі, у 1909–1915 – в Українській гімназії №1 у м. Станиславові, де брав участь у хорі й оркестрі, у 1915 – в гімназії у м. Відні. 
У часи Першої світової війни навчався у старшинській школі у Братиславі (1915–1918). Від 1915 p. він – стрілець, а згодом четар Легіону Українських Січових Стрільців, відтак його перевели до гарматного полку під командою Ярослава Воєвідки.
Коли рознеслася звістка про Листопадовий зрив у Львові в 1918 Ярослав Гузар, хорунжий УСС, переїхав до Галича, де разом зі своїм батьком Левом Гузарем організували у місті тимчасовий комітет, який перебрав у свої руки владу. Певний час виконував обов'язки коменданта залізничного вокзалу міста. Нотареві Л. Гузару запропонували стати комісаром Галицької округи.
Після розпаду Австро-Угорщини у 1918 р.  як старшина зголосився до Української Галицької армії і його направили до третього гарматного полку УГА під командою сотника Ю. Шепаровича. Був учасником Чортківської офензиви польсько-української війни 1918–1919, а в другій половині 1919 р., після переходу УГА на Наддніпрянщину, в складі легіону УСС – учасник боїв на Великій Україні, де боровся за визволення УНР від російських більшовиків та білогвардійців. 

Здійснював музичний супровід вистав та концертів у культурно-освітній праці серед місцевого населення. Зі спогадів побратимів:  
В часи військової служби був уважливий і товариський до підчинених йому гармашів, вирозумілий та сповнений до них любови. [...] Чи під час запеклих боїв, чи в чотирикутнику смерті був він бадьорий, життєрадісний, а це все уділялося його окруженню. Навіть у фронтовій полосі він потрафив зорганізувати хор та театральний гурток, уладжував концерти, в яких сам акомпаньював і співав.
Після повернення додому у серпні 1920 p. Я. Гузар виїхав до Відня  студії в Університеті заграничної торгівлі та активно включився у студентське життя «Віденської Січі», належав до хору, з яким виїжджав до м. Лінца. Закінчив студії, отримавши диплом інженера у 1925 році. Став економістом і громадським діячем, знання мов, особливо німецької, дуже допомогло під час війни й потім.  
Вернувшись до Галича в 1925 р. став керівником кооперативу «Народний дім», був обраний головою місцевого відділу Просвіти у 1926 р.  Брав участь у різних громадських організаціях: «Молода громада», «Дім Інвалідів», «Охорона воєнних могил»,  «Сурма», очолив осередок «Рідна школа».
У 1929–1939 до Другої світової війни Я. Гузар працював в Українському земельному банку у Львові на посаді книговода, згодом ліквідатора та активно займався громадськими справами.  
1939–1941 роках був старшим бухгалтером Львівського державного університету (нині – ЛНУ). У 1941–1944 – касиром центрального бюро кінотеатрів міста.  У 1944 разом із родиною виїхав до Австрії у великий пересильний табір німецького уряду в с. Штрасгоф біля Відня, потім жив в с. Зільбервальд. 
Після закінчення Другої світової війни перебував у Австрії біля Лінцу, був учасником мистецької групи «Муза» під проводом Леонтія Крушельницького, організував та спродюсував близько 120 концертів у Австрії. У 1947–1948 працював на фабриці целюлози в с. Ленцинг, у 1949 охоронцем в таборі переселенців біля м. Зальцбург.   
По приїзді до Нью-Йорку у вересні 1949 p. був різноробом, від 1949 став співзасновником хору «Думка» (диригент Леонтій Крушельницький), управителем Українського народного дому в м. Нью Йорку, був членом дирекції «Української федеральної кредитівки», діяльним членом багатьох громадських установ, в останні роки свого життя працював касиром Союзу українських хорів Америки. 
Помер  2 грудня 1963 р. в Дітройті, похований Ярослав Гузар на цвинтарі Оливна гора (Mount Olivet).

## Особисте життя
18 вересня 1926 р. Ярослав Гузар одружився з Ростиславою Демчук у с. Кальне Зборівського повіту. Ростислава Олександра Гузар (Демчук) (1905–1992) народилась в сім'ї пароха, навчалась у 1922–1923 у Державній жіночій учительській семінарії з українською мовою навчання, у 1923–1924 – у торговельній школі товариства «Просвіта». Активна пластунка від 1921 р., подеколи підпільно, бо польська влада заборонила «Пласт». Займалась архівом «Пласту» в м. Детройті, її гутірки на релігійні теми публікував василіянський журнал «Світло», м. Торонто, Канада.
У шлюбі  народилося двоє дітей – дочка Марта Олена (1927–2001) та син Любомир Лев Лука(1933–2017)  

## Галерея

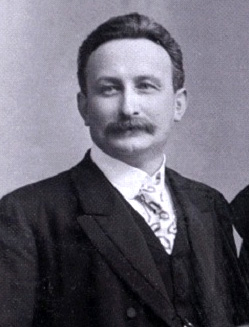
батько Лев
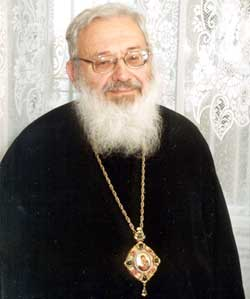
Син Любомир
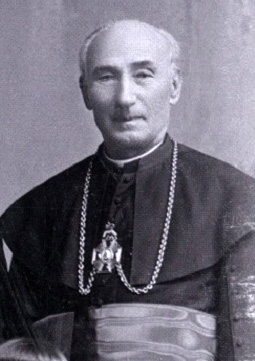
Дід Дмитро
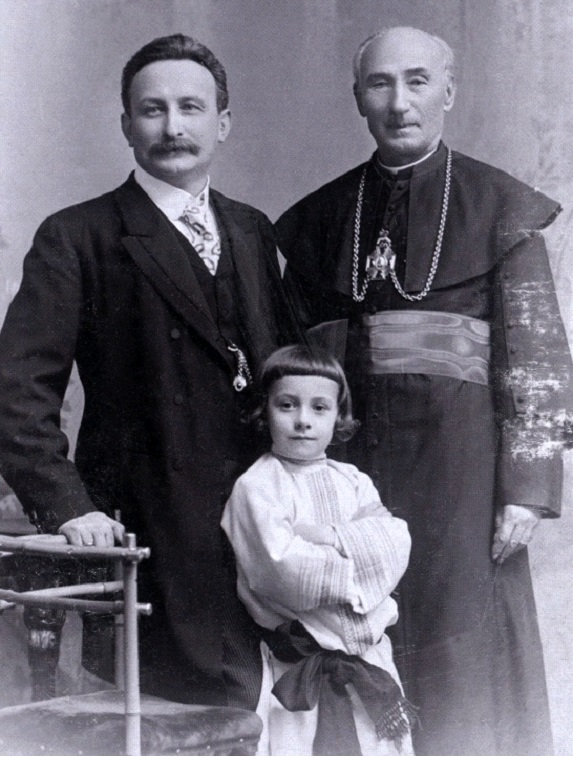
о. Дмитро разом з сином Левом і онуком Ярославом.